# Gristjärnen (Kalls socken, Jämtland)
Gristjärnen är en sjö i Åre kommun i Jämtland och ingår i Indalsälvens huvudavrinningsområde.